# 12099 Мейгуні
12099 Мейгуні (12099 Meigooni) — астероїд головного поясу, відкритий 23 квітня 1998 року.
Тіссеранів параметр щодо Юпітера — 3,557.